# منوساکارید
مونوساکاریدها که قندهای ساده نیز نامیده می‌شوند، ساده‌ترین نوع کربوهیدرات‌ها هستند. منوساکاریدها بلوک‌های ساختاری کربوهیدرات‌های پیچیده‌تر هستند. منوساکاریدها آلدهید یا کتون هستند و معمولاً دو گروه هیدروکسیل یا بیشتر دارند. منوساکاریدها مولکول‌های سوختی مورد نیاز بدن هستند و به کربوهیدرات‌های کوچک‌تر هیدرولیز نمی‌شوند. همهٔ منوساکاریدها فرمول مولکولی (CH2O)n دارند. منوساکاریدها بر اساس تعداد اتم‌ها در مولکول نیز طبقه‌بندی می‌شوند. برای مثال اگر کربوهیدرات حاوی ۵ اتم کربن باشد پنتوز نامیده می‌شود. سیستم دیگری نیز برای طبقه‌بندی این ترکیبات بر اساس جایگذاری گروه کربونیل وجود دارد. اگر گروه کربونیل آلدهید باشد منوساکارید آلدوز نامیده می‌شود و اگر کتون باشد کتوز نامیده می‌شود. این دو سیستم اغلب با همدیگر ترکیب می‌شوند.

## ساختار خطی منوساکاریدها
منوساکاریدهای ساده دارای ساختاری خطی و غیرمنشعب هستند. این اسکلت کربنی خطی دارای یک گروه عاملی کربونیل (C=O) و یک گروه عاملی هیدروکسیل (OH-) روی هر کدام از کربن‌های دیگرش هست. در نتیجه فرمول ساختاری یک مونوساکارید ساده را می‌توانیم به شکل H(CHOH)n(C=O)(CHOH)mH بنویسیم؛ که در آن n+1+m =x در نتیجه فرمول شیمیایی آن CxH2xOx خواهد بود.
بر اساس قرار داد، اتم‌های کربن منوساکاریدها به ترتیب از یک، شماره‌گذاری می‌شوند. کربن یک، اولین کربن از نزدیک‌ترین انتها به گروه عاملی کربونیل خواهد بود.
اگر کربونیل در موقعیت کربن شماره ۱ باشد (که در این صورت n یا m مساوی صفر است)، این مولکول با یک گروه فرمیل H(C=O)- شروع می‌شود و یک مولکول آلدهید است. این نوع منوساکارید، آلدوز نامیده می‌شود. در غیر این صورت، منوساکارید یک کتون است و کتوز نامیده می‌شود که در آن دارای یک گروه کتو است (کربونیلی که بین دو کربن قرار گرفته‌است) (-(C=O)-). این گروه غالباً در موقعیت کربن شماره ۲ قرار می‌گیرد.
این دو نوع دسته‌بندی: ۱) بر اساس تعداد کربن ۲) بر اساس آلدوز یا کتوز بودن، می‌توانند ترکیب شده و نام‌هایی چون آلدوهگزوز یا کتوتریوز یا … به وجود آورند.

## ایزومرهای فضایی
دو منوساکارید، داری شکل مولکولی یکسان (طول زنجیرهٔ کربنی یکسان و جایگاه کربونیل یکسان) ممکن است با هم متفاوت باشند. ایزومرهای فضایی مولکول‌هایی هستند که از لحاظ ویژگی‌هایی که برشمردیم با هم یکسان هستند ولی از لحاظ جهت‌گیری فضایی با هم متفاوتند. این موضوع زمانی اتفاق می‌افتد که مولکول دارای یک مرکز ایجادکنندهٔ ایزومر فضایی باشد. این مرکز تقریباً همیشه یک کربن کایرال (Chira) است یعنی کربنی که با چهار گروه متفاوت پیوند کووالانسی برقرار کرده باشد. در ساختار خطی منوساکاریدها، در آلدوزها، همهٔ کربن‌ها به جز کربن اول و آخر کایرال هستند. در کتوزها، همهٔ کربن‌ها به جز کربن اول و آخر و کربن دارای گروه کربونیل (که غالباً کربن شماره ۲ است)، کربن کایرال به‌شمار می‌روند.
برای مثال مولکول کتوتریوز (دی‌هیدروکسی استون) H(CHOH)(C=O)(CHOH)H فاقد کربن کایرال است و در نتیجه هیچ ایزومر فضایی نمی‌تواند داشته باشد به عبارتی دیگر فقط یک مولکول کتوتریوز داریم. یا مثلاً مولکول آلدو تریوز (گلیسرآلدهید) H(C=O)(CHOH)2H یک کربن کایرال دارد که کربن دوم آن است. در نتیجه بر اساس موقعیت H و OH- روی آن کربن می‌تواند دو حالت مختلف (دو ایزومر فضایی) داشته باشد. پس دو مولکول آلدوتریوز داریم. منوساکاریدهای دارای بیش از ۳ کربن، کربن کایرال بیشتر و در نتیجه تعداد انواع ایزومرهای فضایی بیشتری می‌توانند داشته باشند. تعداد انواع ایزومرهای ۰ برای یک مولکول خاص، با تعداد کربن‌های کایرال آن را بته دارد و از رابطهٔ 2c به دست می‌آید که در آن c نشان دهندهٔ تعداد کربن کایرال مولکول است. برای مثال گلوکز که یک آلدوهگزوز است دارای ۴ کربن کایرال و لذا ۲۴ یا ۱۶ ایزومر فضایی است. گالاکتوز و مانوز دو مورد از این ایزومرها هستند که هر دو دارای ساختار شیمیایی یکسان ولی جهت‌گیری فضایی متفاوتی نسبت به گلوکز هستند.
در بین ایزومرهای فضایی، دو مورد از آن‌ها همیشه با هم تصویر آینه‌ای هستند به این معنی که کاملاً قرینهٔ هم هستند ولی نمی‌توان آن‌ها را برهم منطبق کرد (مانند دو دست که مشابه هم و تصویر آینه‌ای هم هستند. ولی نمی‌توان آن‌ها را برهم منطبق نمود به‌شکلی که هر دو رو به یک سمت باشند) (تصویر آینه‌ای یک شکل نامتقارن، با خود آن شکل متفاوت است و این دو را هیچ‌گاه نمی‌توان برهم منطبق نمود ولی در مورد اشیای متقارن این اصل صحت ندارد. دو مولکولی که تصویر آینه‌ای هم هستند را انانتیومر نامیده و در نام‌گذاری آن‌ها را بر اساس آخرین کربن کایرال نام‌گذاری می‌کنیم. در مورد مونوساکاریدها برای نام‌گذاری دو مولکول انانتیومر، به آخرین کربن کایرال که همان کرین ماقبل آخر منوساکارید است نگاه می‌کنیم. اگر گروه OH- در سمت راست باشد آن را با حرف D و اگر در سمت چپ باشد آن را با حرف L مشخص می‌نماییم. برای مثال در شکل زیر D-گلوکز و انانتیومر آن یعنی L-گلوکز را مشاهده می‌کنید.
توجه به این نکته ضروری است که به جز چند مورد استثنا، تقریباً تمام منوساکاریدهای موجود در بدن موجودات زنده از نوع D- منوساکاریدها هستند.

## احیاکنندگی
منوساکاریدها را می‌توان به‌وسیلهٔ عوامل اکسیدکننده و نسبتاً ملایم، نظیر یون آهن (Fe2+
) یا مس (Cu2+
) اکسید نمود. کربن کربونیل به گروه کربوکسیل اکسیده می‌شود. گلوکز و سایر قندهایی که قادر به احیای یون کوپریک می‌باشند را قندهای احیاکننده می‌نامند. یون مس، گلوکز و برخی قندهای دیگر را به مجموعهٔ پیچیده‌ای از اسیدهای کربوکسیلیک اکسید می‌کند. این خاصیت اساس واکنش فهلینگ است که یک آزمون نیمه-کمّی برای جستجوی وجود قندهای احیاکننده است که سال‌های زیادی برای جستجو و تعیین مقادیر افزایش‌یافتهٔ گلوکز در مبتلایان به دیابت شیرین مورد استفاده قرار گرفته‌است. امروزه برای این منظور، از روش‌های حساس‌تری استفاده می‌شود که متکی بر یک آنزیم ثابت شده بر روی نوار آزمایش بوده و فقط نیاز به یک قطره خون دارند.